# Società astronomica del Pacifico
La Società astronomica del Pacifico (in inglese Astronomical Society of the Pacific,  ASP) è un'organizzazione scientifica ed educativa fondata a San Francisco il 7 febbraio 1889.
È stata fondata in California da un gruppo di astronomi, professionisti e amatoriali, riunitisi per osservare un'eclissi totale di Sole.  Anche se il nome rimane legato alle sue origini sulla costa del Pacifico oggi ha membri in tutti gli Stati Uniti e nel mondo.

È un'organizzazione senza scopo di lucro ed è la più grande società educativa astronomica del mondo, con membri provenienti da oltre 40 paesi.
L'obiettivo dell'ASP è di promuovere nel pubblico l'interesse per l'astronomia e aumentare l'alfabetizzazione scientifica, attraverso le sue pubblicazioni, il sito web, e molti programmi educativi e di divulgazione.
L'ASP è attiva nell'istruzione e nella divulgazione astronomica collaborando con altre organizzazioni sia negli Stati Uniti che a livello internazionale. Organizza un incontro annuale per promuovere la comprensione astronomica.
Sono stati presidenti della Società astronomica del Pacifico illustri astronomi come Edwin Hubble, George O. Abell e Frank Drake.

## Programmi educativi e di divulgazione
- Progetto ASTRO, programma nazionale per migliorare l'insegnamento dell'astronomia e della fisica.
- ASTRO Famiglia, progetto che sviluppa attrezzi e giochi per aiutare le famiglie ad apprezzare l'astronomia nel loro tempo libero.
- Astronomia dal suolo in su, programma nazionale per aiutare gli educatori nei piccoli musei della scienza, della natura e organizzazioni di educazione ambientale, a creare o rafforzare i programmi di educazione astronomica.
- La rete del cielo notturno, programma in collaborazione col Jet Propulsion Laboratory che si impegna ad aiutare più di 200 club di astrofili sul territorio statunitense fornendo loro attrezzature e formazione.
- Materiale didattico e risorse astronomiche, molte delle quali sviluppate dai membri della Società, che vengono venduti attraverso il negozio online o resi gratuitamente disponibili sul loro sito.

## Pubblicazioni
Sono numerose le pubblicazioni della Società, tra cui:
- The Universe in the Classroom (l'Universo in classe) è una newsletter gratuita, dedicata agli insegnanti e agli educatori di tutto il mondo che aiuta gli studenti di tutte le età a saperne di più sulle meraviglie del cosmo.
- Mercury è la rivista trimestrale on-line dedicata agli iscritti, copre una vasta gamma di argomenti di astronomia, dalla storia e l'archeoastronomia fino agli eventi all'avanguardia. Pubblicato per la prima volta nel 1925, Mercury è ormai diffusa a migliaia di membri dell'ASP, alle scuole, le università, le biblioteche, gli osservatori astronomici e alle istituzioni di tutto il mondo.
- Publications of the Astronomical Society of the Pacific (PASP) è una rivista indirizzata agli astronomi professionisti pubblicata fin dal 1889. È una rivista di articoli tecnici sulla ricerca astronomica che copre tutte le lunghezze d'onda e le distanze astronomiche, nonché articoli sulle ultime innovazioni nella strumentazione astronomica e nel software.
- The Astronomical Society of the Pacific Conference Series (ASPCS) una serie di più di 400 volumi che raccoglie conferenze di astronomia. La pubblicazione è iniziata nel 1988 ed è cresciuta fino a diventare un'importante pubblicazione nel mondo dell'astronomia professionale, attualmente pubblica una media di 20-25 volumi ogni anno.

## Premi
L'ASP assegna ogni anno diversi premi:
- La medaglia Bruce è uno dei più prestigiosi premi astronomici, viene assegnata come riconoscimento per i contributi di un'intera carriera nella ricerca astronomica. La medaglia porta il nome di Catherine Wolfe Bruce.
- Il premio Klumpke-Roberts assegnato in onore di Dorothea Klumpke-Roberts per eccezionali contributi nella conoscenza e nell'apprezzamento dell'astronomia.
- Il premio per il miglior risultato amatoriale (Amateur Achievement Award), assegnato come riconoscimento a significativi contributi nell'astronomia da parte di astronomi non professionisti.
- Il premio Bart Bok, in onore di  Bart Bok, assegnato in collaborazione con la Società Astronomica Americana per eccezionali progetti studenteschi nell'astronomia.
- Il premio Thomas Brennan assegnato per risultati eccezionali nell'insegnamento astronomico a livello di scuola secondaria.
- Il premio Maria e Eric Muhlmann, assegnato per significativi contributi recenti nell'osservazione astronomica attraverso innovazioni e avanzamenti nella strumentazione, nel software o nelle infrastrutture osservative.
- Il premio Robert J. Trumpler, in onore dell'astronomo Robert J. Trumpler, assegnato a recenti ricevitori di un Ph.D con tesi particolarmente degna di nota.
- Il premio Richard Emmons assegnato per un'intera carriera di contributi nell'insegnamento astronomico in college non scientifici.